# Eoin Macken
 (janvier 2021).
Si vous disposez d'ouvrages ou d'articles de référence ou si vous connaissez des sites web de qualité traitant du thème abordé ici, merci de compléter l'article en donnant les références utiles à sa vérifiabilité et en les liant à la section « Notes et références ».
Eoin Macken (né le 21 février 1983 à Dublin) est un mannequin, acteur, scénariste, réalisateur et producteur irlandais principalement connu pour avoir interprété le rôle de Sir Gauvain (Sir Gwaine) dans la série britannique Merlin et le Dr T. C. Callahan dans la série américaine The Night Shift.

## Biographie
Eoin Christopher Macken est né le 21 février 1983. Il a deux sœurs, Freya et Niamh.
Ses parents : son père John, décédé en mars 2007, était avocat, et sa mère Maeve, retraitée, était infirmière.

### Carrière
Il a commencé sa carrière de mannequin et d'acteur à l'Université de Dublin en 2002 et 2003, après quoi il rejoint l'agence de mannequin Morgan The Agency et a été choisi comme le visage de la campagne de 2003 de Abercrombie and Fitch.
Il apprend ensuite à jouer et commence le théâtre avec Graham Cantwell et Rachel Rath dans l'Attic Studio.
Il obtient son premier rôle important en 2005, dans Studs réalisé par Paul Mercier (en), avec Brendan Gleeson et Emmett J. Scanlan. Par la suite, il a joué un rôle de premier plan dans des films indépendants Triple Bill et Rise of the Bricks, avant de déménager à Los Angeles pour s'entraîner avec le coach Vincent Chase après avoir terminé son baccalauréat spécialisé en psychologie.
Après la mort de son père en 2007, il prend une pause et la finit en jouant le rôle de Gavin Cluxton dans le spectacle RTE Fair City. Il dépeint le trafiquant de drogue depuis plus de quatre mois et est apparu en direct sur la Fair City, où il a interprété Hallelujah. 
Il a écrit et réalisé son premier long métrage, Christian Blake en 2008.
Dans la série Les Tudors, il fera une courte apparition avec l'acteur Henry Cavill dans l'épisode 6 de la saison 4. 
Il jouera ensuite dans Suspension of Disbelief avec sa camarade de la série Merlin Emilia Fox (Morgause), sortie prévu en 2013.
Il a réalisé plusieurs long-métrage, Dreaming For You, The Inside : Dans la tête des tueurs et Cold. Mais il a aussi réalisé le documentaire The Fashion of Modelling.
En 2013, il obtient le rôle principal  dans la nouvelle série de NBC The Night Shift ; il y incarne le Dr T.C. Callahan. La série a été diffusée sur la chaîne américaine de 2014 à 2017.

## Filmographie

### Réalisateur
- 2008 : Christian Blake
- 2009 : Dreaming for You
- 2010 : The Inside : Dans la tête des tueurs
- 2013 : Cold
- 2016 : Leopard
- 2020 : Here Are the Young Men
- 2021 : Grey Elephant

### Acteur

#### Télévision
- 2008 : Fair City : Gavin Cluxton (10 épisodes)
- 2009 : Pubworld : Chuck Madsen
- 2009 : Small Island : Calhoon
- 2008 - 2012 : Merlin : Gauvain (Gwaine) (30 épisodes)
- 2010 : Raw : Jack (1 épisode)
- 2010 : Les Tudors : Officier Anglais (1 épisode)
- 2014 - 2017 : The Night Shift : Dr T.C. Callahan (rôle principal)
- 2015 : Killing Jesus : Antipas
- 2018 : Nightflyers : Karl D'Branin (rôle principal)
- 2020 : Stumptown : Zac Knight (1 épisode)
- 2021 - 2024: La Brea : Gavin Harris (rôle principal - 30 épisodes)
- 2025 : Nouvelle vie à Ransom Canyon (Ransom Canyon) : Davis Collins

#### Cinéma
- 2006 : Studs de Paul Mercier : Tosh
- 2008 : Christian Blake de Eoin Macken
- 2009 : Once Upon a Time in Dublin de Jason Figgis
- 2009 : Savage de Brendan Muldowney
- 2009 : The Rise of the Bricks de Ben Keenan
- 2009 : Dreaming for You de Eoin Macken
- 2010 : Centurion de Neil Marshall
- 2010 : Siren de Andrew Hull
- 2010 : The Inside : Dans la tête des tueurs de Eoin Macken
- 2012 : Suspension of Disbelief de Mike Figgis
- 2013 : Cold de Eoin Macken : Jack
- 2013 : The Callback Queen de Graham Cantwell
- 2016 : The Forest de Jason Zada : Rob
- 2016 : Resident Evil : Chapitre final : Doc
- 2017 : The Wedding Invitation : Graham
- 2019 : Close de Vicky Jewson : Conall
- 2019 : The Only Child - L'Enfant unique (The Hole in the Ground) de Lee Cronin : Jay Caul
- 2020 : I am Fear : Joshua
- 2020 : Here are the Young Men : un sans-abris américain
- 2021 : Till Death : Mark
- 2021 : Grey Elephant
- 2022 : The Cellar : Brian Woods

#### Courts métrages
- 2006 : Triple Bill de Rick Larkin : The Gunman
- 2008 : Fifth Street de Dave Roddham : Janitor
- 2009 : Aces : trafiquant
- 2010 : Through the Night de Lee Cronin : Jay
- 2015 : Paddy's in the Boot de Kevin Shulman : Sean Ennis
- 2018 : Crossmaglen de Beau Ferris : Conor
- 2019 : Caitlin de Emer Conroy : Luke